# 光明院 (富岡市)
光明院（こうみょういん）は、群馬県富岡市にある天台宗の寺院。

## 歴史
1633年（寛永10年）に開山された。
明治初期の住職は、小林安兵衛（日比遜）であった。小林は自由民権運動の活動家でもあり、当院は活動拠点に、境内は演説や集会場所になった。後に小林らは群馬事件を起こすことになる。

## 文化財
- 木彫阿弥陀如来坐像 附金銅製十一面観音懸仏（富岡市指定重要文化財 昭和52年3月7日指定）[2]

## 交通アクセス
- 上州一ノ宮駅より徒歩1分。